# William J. Fallon

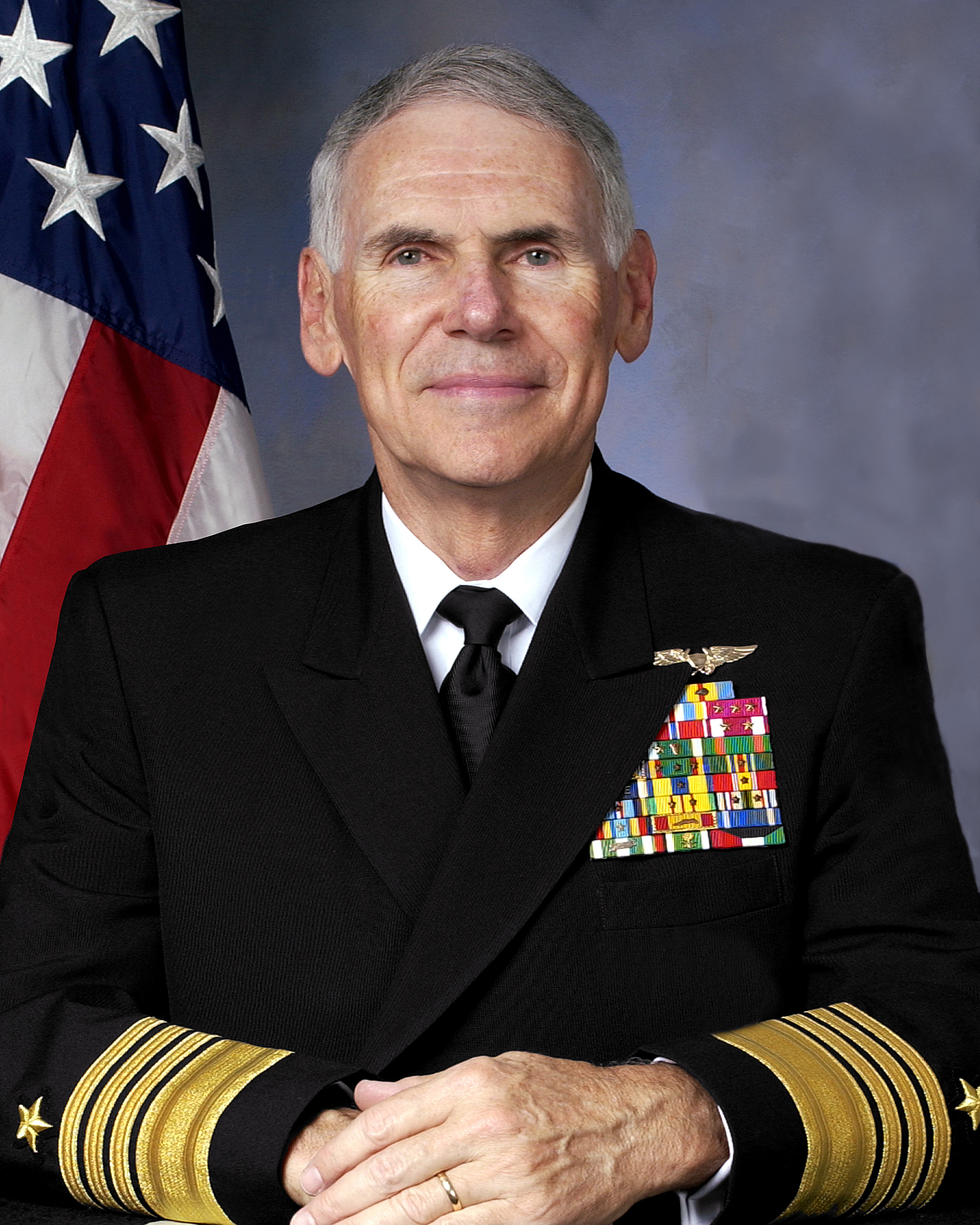
Admiral William J. Fallon

William Joseph „Fox“ Fallon (* 30. Dezember 1944 in Merchantville, New Jersey) ist ein ehemaliger Admiral der US Navy und war bis zum 28. März 2008 Kommandeur des US Central Command (CENTCOM), zuständig für amerikanische Militäroperationen in 25 Ländern im Nahen Osten in der Region zwischen dem Horn von Afrika und Zentralasien und Befehlshaber über 250.000 US-Soldaten.

## Militärische Laufbahn

### Frühe Dienstjahre
Nach dem Abschluss an der Villanova Universität 1967 wurde William Fallon innerhalb des Navy Reserve Officer Training Corps zum Offizier und schloss im Dezember desselben Jahres seine Pilotenausbildung ab. Seinen aktiven Dienst begann Fallon in einem Vietnameinsatz als Pilot einer RA-5C „Vigilante“ und ab 1974 mit einer A-6 „Intruder“. Fallon diente 24 Jahre als Pilot in Angriffsstaffeln und Trägerstaffeln und war u. a. eingesetzt im Mittelmeer, Atlantik, dem Pazifischen und dem Indischen Ozean, stationiert war er dabei auf der Saratoga, der Ranger, der Nimitz, der Dwight D. Eisenhower und der Theodore Roosevelt. Während dieser Zeit absolvierte er 1300 Trägerlandungen und über 4800 Flugstunden in Kampfflugzeugen.

### Nach dem Kalten Krieg
Während der Operation Desert Storm 1991 kommandierte er als Commander Air Group (CAG) die Trägerfluggruppe 8 (Carrier Air Wing Eight) auf der Theodore Roosevelt. Während des Krieges in Bosnien-Herzegowina war Fallon 1995 als Kommandeur der Roosevelt-Flugzeugträgerkampfgruppe eingesetzt und kommandierte die Kampftruppen der 6. Flotte (Battle Force Sixth Fleet (CTF 60)). Bis ins Jahr 2000 kommandierte er die 2. Flotte und ab 1997 die Kampfflotte Atlantik (Striking Fleet Atlantic).
Fallons Verwendungen als Flaggoffizier waren u. a. als stellvertretender Kommandeur und zugleich Stabschef der US-Atlantikflotte, Stabschef und stellvertretender Kommandeur des Atlantic Command und von 2000 bis 2003 als Vice Chief of Naval Operations. Bevor er 2005 das Kommando über das PACOM übernahm, kommandierte er seit 2003 das US Fleet Forces Command, dem Nachfolger des Atlantic Command, sowie die Atlantikflotte.

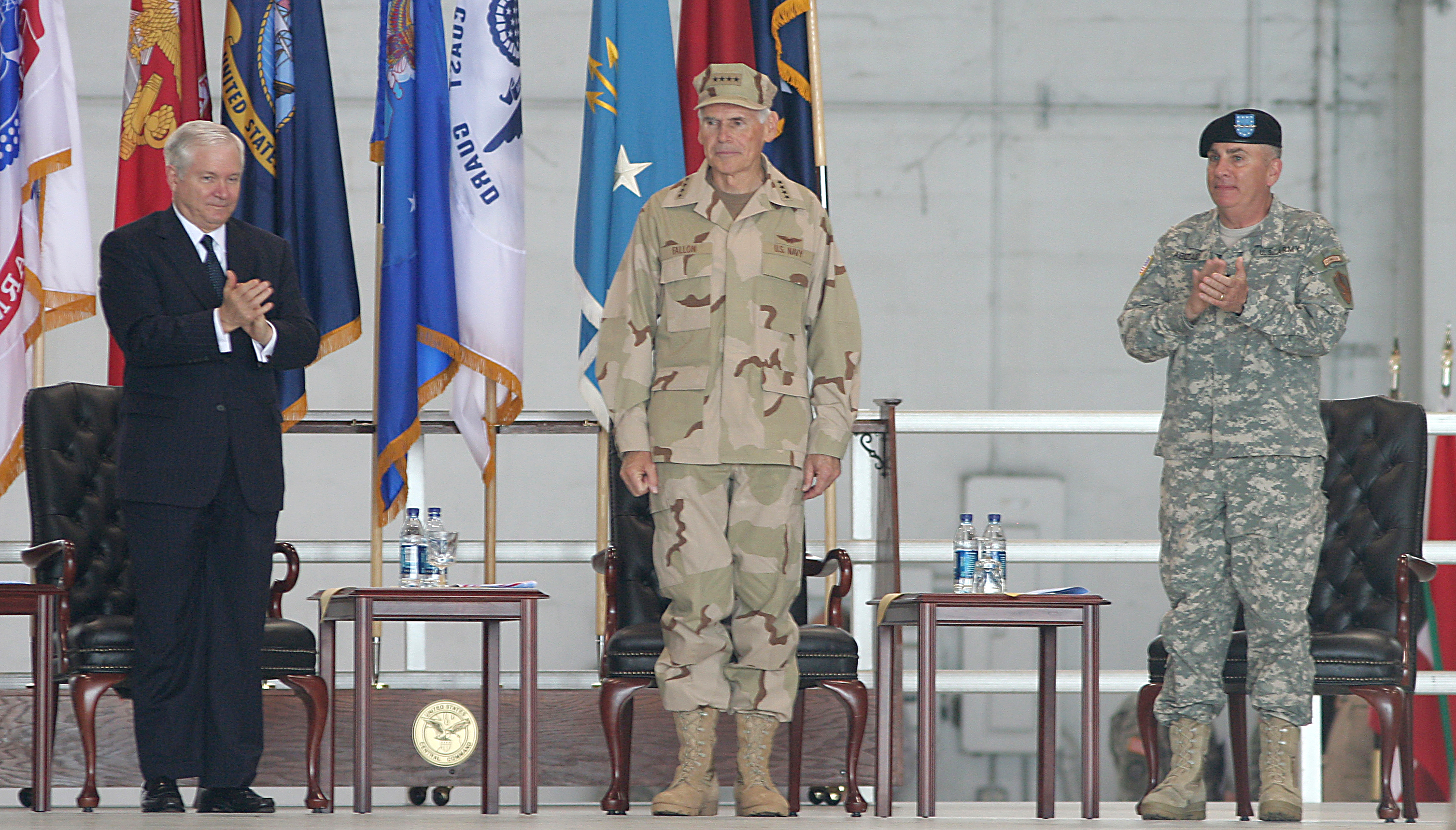
US-Verteidigungsminister Gates, Adm. Fallon und Abizaid, 2007.

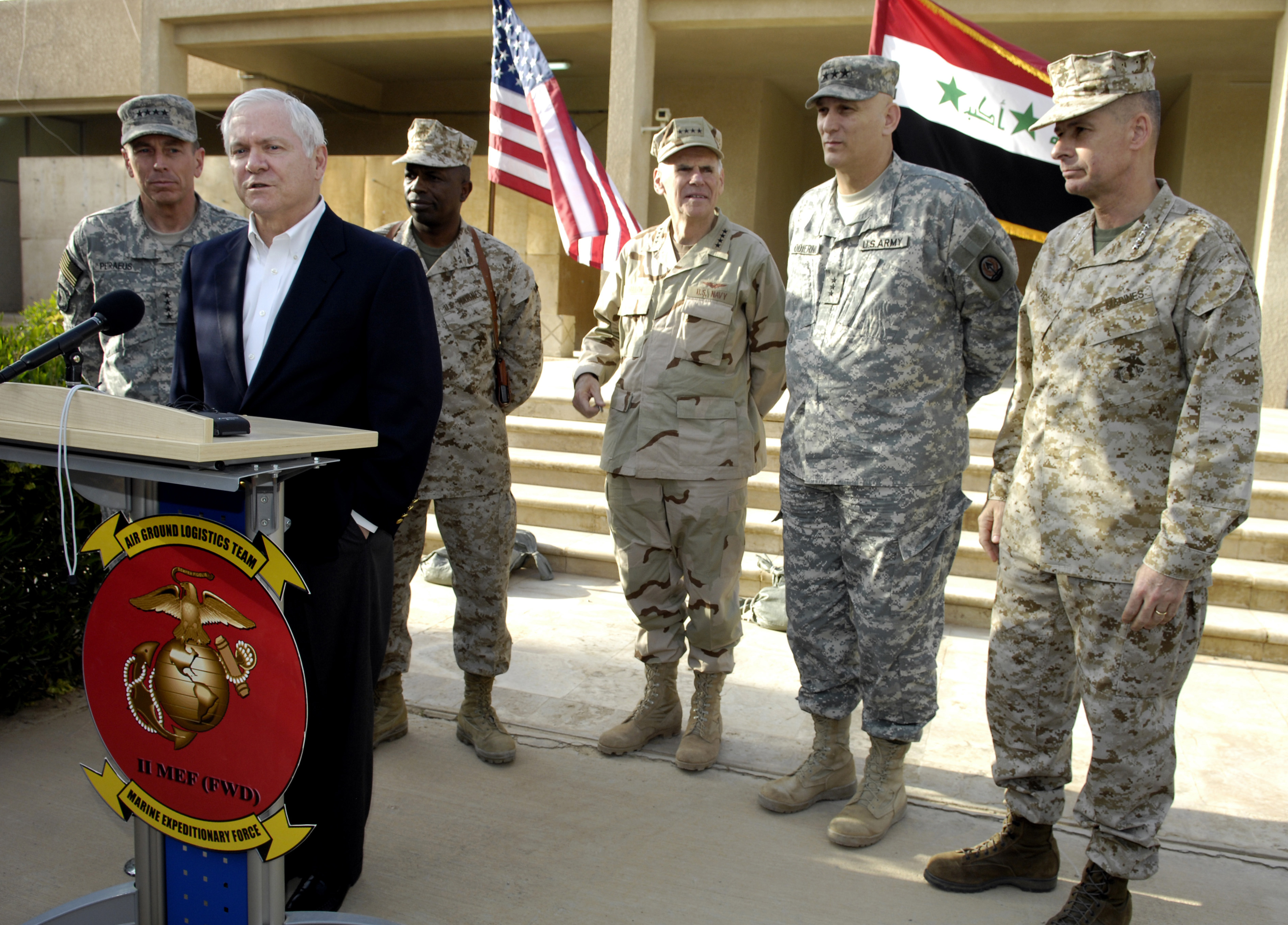
General Petraeus, US-Verteidigungsminister Gates, MajGen. Gaskin, Adm. Fallon, LTG Odierno und Gen. Pace, 2007.

Im Januar 2007 wurde bekannt, dass Fallon General John Abizaid als Kommandeur des US Central Command ablösen sollte. Dem stimmte das Armed Services Committee des US-Senats am 7. Februar 2007 zu. Fallons Nachfolger beim US Pacific Command wurde Admiral Timothy J. Keating, der bis dahin das US Northern Command sowie das North American Aerospace Defense Command (NORAD) kommandiert hatte. Am 12. März 2007 gab Fallon das Kommando über PACOM ab und übernahm am 16. März das Kommando über CENTCOM von General Abizaid. Da der US-Senat Keatings Nominierung noch nicht bestätigt hatte, übernahm Fallons Stellvertreter, Daniel P. Leaf, vorläufig das Kommando über PACOM.

### Plötzlicher Rücktritt
Fallon behielt das Kommando über CENTCOM nur für ein knappes Jahr. US-Verteidigungsminister Robert Gates erklärte am 11. März 2008, dass der Admiral seinen Rücktritt eingereicht und um seine Pensionierung gebeten habe. Sein Rücktritt wurde zum 28. März wirksam und seine Pensionierung erfolgte zum 1. Mai. Bis zur Nominierung und Bestätigung eines Nachfolgers durch den US-Senat übernahm Fallons bisheriger Stellvertreter Lieutenant General Martin E. Dempsey das Kommando über CENTCOM, wobei Dempsey selbst bereits für ein anderes Kommando (7. US-Armee/US Army Europe) nominiert war. Am 31. Oktober trat General David H. Petraeus den Posten an. Fallon hatte sich in einem Bericht des „Esquire Magazine“ kritisch zur Iran-Politik und einem möglichen Militärschlag der Bush-Regierung geäußert.
Nach einem Artikel der Washington Times soll Fallon inoffiziell zum Rücktritt aufgefordert worden sein, nachdem er nicht in der Lage war, das Einsickern von US-feindlichen Kämpfern und Munition in den besetzten Irak zu verhindern und Probleme eher diplomatisch als militärisch lösen wollte.

## Besonderheiten und Auszeichnungen
Fallons Karriere als Admiral ist eine Seltenheit in der modernen US-amerikanischen Militärgeschichte, da er mit dem Kommando über CENTCOM bereits den vierten Vier-Sterne-Dienstposten innehatte und Admirale für gewöhnlich nach fünf Jahren im Dienstgrad Admiral oder nach 40 Dienstjahren in den Ruhestand gehen. Fallon war bei seinem Antritt als CENTCOM-Kommandeur jedoch schon seit sieben Jahren Admiral und hatte bereits vierzig Dienstjahre hinter sich.
William Fallon ist Absolvent des Naval War College, des National War College und hält einen Master of Arts in Internationalen Studien der Old Dominion Universität.

## Auszeichnungen
Auswahl der Dekorationen, sortiert in Anlehnung der Order of Precedence of Military Awards:
- Defense Distinguished Service Medal (2 ×)
- Navy Distinguished Service Medal
- Defense Superior Service Medal
- Legion of Merit (4 ×)
- Bronze Star
- Meritorious Service Medal (3 ×)
- Air Medal (3 ×)
- Navy & Marine Corps Commendation Medal (2 ×)
- Navy & Marine Corps Achievement Medal
- Navy Unit Commendation
- National Defense Service Medal (3 ×)
- Vietnam Service Medal (3 ×)
- Southwest Asia Service Medal (3 ×)
- Kommandeur des französischen Nationalverdienstordens
- Großkreuz des spanischen Ordens für Verdienste zur See